# Icerya chilensis
Icerya chilensis är en insektsart som beskrevs av Hempel 1920. Icerya chilensis ingår i släktet Icerya och familjen pärlsköldlöss. Inga underarter finns listade i Catalogue of Life.